# Федешти (Васлуј)
Федешти (рум. Fedești) насеље је у Румунији у округу Васлуј у општини Шулетеа. Oпштина се налази на надморској висини од 251 m.

## Становништво
Према подацима из 2002. године у насељу је живело 658 становника, од којих су сви румунске националности.